# Červený Hrádek (Bečváry)
Červený Hrádek je vesnice, část obce Bečváry v okrese Kolín. Nachází se na silnici II/125 vedoucí z Kolína do Uhlířských Janovic v nadmořské výšce 352 m n. m., 2,3 km od Bečvár a 12,5 km od Kolína (vzdušnou čarou). Protéká tudy říčka Bečvárka, která je pravostranným přítokem řeky Výrovky. Červený Hrádek leží v katastrálním území Červený Hrádek u Bečvár o rozloze 4,3 km² a Zadní Hrádek o rozloze 0,82 km².

## Historie
Obec samotná vznikla kolem tvrze, která byla postavena v letech (1237–1239) majitelem sousední vsi Poděhus (dnes Poďousy) Jarošem ze Slivna. Byla postavena při obchodní cestě, která vedla směrem k Hatím, za účelem výběru cla. Tvrz se nejdříve jmenovala Poděhusy (1338), potom Hrádek (1382), později Hrádek Poděhusy (1384). Až v 15. století vznikla při tvrzi Hrádku ves. V roce 1338 bratři Pertold a Čeněk z Lipé se strýcem Jindřichem kvůli zadluženosti tvrz prodali staroboleslavské kapitule. Pravděpodobně roku 1498 Prokop z Habřiny, zemský písař, se dohodl se staroboleslavskou kapitulou, aby mu byl Hrádek ponechán dědičně za roční úrok. Ke Hrádku tehdy patřil poplužní dvůr, ves Poděhusy, Drahobudice, Nepoměřice, dvory v Bečvárech Větších a Menších a dva dvory v Subočicích.
5. dubna 1499 na žádost a prosbu Prokopa z Habřiny povýšil král Vladislav ves při zámku Hrádku na městečko. Z toho obci plynuly četné výhody.
V následujících letech se majitelé Hrádku rychle střídali, až se v roce 1534 stal majitelem Jindřich Frišic z Nabdína. Při této příležitosti je poprvé hrádek označen jako zámek. V roce 1540 koupil hradecké panství Smil Myška ze Žlunic. Po jeho smrti bylo panství rozděleno mezi jeho dvě dcery a devět synů. Panství opět scelil v roce 1595 Jan Kryštof Myška ze Žlunic. Za spoluúčast ve vzpouře proti Ferdinandovi II. propadl v roce 1622 majetek králi. V roce 1623 koupil panství Václav Kinský z Vchynic. V srpnu 1634 vypálilo saské vojsko Hrádek a okolí. Hradecké panství pustlo. Bílou horou a za třicetileté války končí období největšího rozmachu zdejšího panství.
25. března 1637 se majitelem stává Gerhard, svobodný pán z Taxis. V té době je Hrádek již jen vesnicí. V témže roce kupuje panství španělský rytíř Jan Salazar de Monte Albano. Po něm nastupuje jeho strýc Blažej Eugen Salazar, dále se panství v roce 1672 dostává do rukou Václavu Silvestru Smrčkovi ze Mnichu a ten jej přenechává roku 1681 hraběti Janu Fridrichu z Trautmannsdorfu, který ho připojil ke svému panství Červené Pečky. Roku 1713 část panství včetně Hrádku kupuje hrabě Karel z Bredova. Dále je roku 1738 díl hradecký prodán Janu Václavovi Vraždovi z Kunvaldu, který na zříceninách dřívější tvrze roku 1747 postavil nynější zámek.
Za Vraždů, kteří vlastnili panství až do roku 1887, se pro zámek i přilehlé městečko vžil název Červený Hrádek. V roce 1887 vyměnil Alfréd Vražda z Kunvaldu velkostatek Červený Hrádek i se zámkem za velkostatek Police u Dačic s majitelem nedalekých Zásmuk hrabětem Leopoldem ze Šternberka (1811–1899).
Roku 1873 zde byla postavena škola. V roce 1889 se zde vyučovalo 114 žáků. V té době v obci bylo 83 domů a žilo v nich 663 obyvatel.
V noci z 28. na 29. dubna 1925 vyhořel zdejší zámek. Majitel provedl nové zastřešení, byla nahrazena původní mansardová střecha, ale nebyla již obnovena věž s hodinami a erb zakladatele. 24. července 1930 byl zámek prodán za 90 000 Kčs. Majitelem se stal „Prázdninový spolek zaměstnanců československých drah“. Ten upravil zámek na letní dětskou ozdravovnu. Za 2. světové války zde byl okresní chorobinec a od roku 1945 až do roku 1985 sloužil jako domov důchodců. Od roku 1985 slouží zámek jako sociální ústav pro mentálně postižené dívky a pro potřeby ústavu byly upraveny interiéry, vybudovány obytné prostory v mansardách nad přízemními křídly a nově upravena kaple. Zároveň byla v severním nároží nádvoří nově vybudována schodišťová věž.
V letech 1869–1950 byla samostanou obcí a od roku 1961 se vesnice stala součástí obce Bečváry.

## Obyvatelstvo
| Rok            | 1869 | 1880 | 1890 | 1900 | 1910 | 1921 | 1930 | 1950 | 1961 | 1970 | 1980 | 1991 | 2001 | 2011 | 2021 |
| -------------- | ---- | ---- | ---- | ---- | ---- | ---- | ---- | ---- | ---- | ---- | ---- | ---- | ---- | ---- | ---- |
| Počet obyvatel | 528  | 663  | 624  | 521  | 500  | 488  | 446  | 408  | 463  | 410  | 378  | 296  | 268  | 267  | 300  |
| Počet domů     | 76   | 83   | 85   | 86   | 89   | 86   | 104  | 101  | 102  | 94   | 87   | 87   | 90   | 97   | 108  |

## Památky v obci
- Panská sýpka – barokní sýpka z roku 1747, postavená současně s přestavbou zámku Janem Václavem Vraždou z Kunvaldu. Do dnešní podoby byla sýpka upravena v 19. století.
- Pískovcová zvonička – postavena roku 1908.
- Socha sv. Jana Nepomuckého – zbytky barokní pískovcové sochy z roku 1761. Socha nedávno opravena a okolní vzrostlé lípy malolisté ošetřeny. Socha je zapsána do Ústředního seznamu nemovitých kulturních památek ČR (číslo rejstříku ÚSKP 22867/2-711).[9]
- Litinový křížek z 2. poloviny 19. století – stojí na pískovcovém soklu pod dvěma památnými lípami z 19. století, od roku 1983 chráněnými.
- Zámek obklopený parkem, nyní se v něm nachází Ústav sociální peče („Domov na Hrádku“).
- Památné stromy: dvě památné lípy asi 1 km východně od centra obce, v lokalitě Na Visalkách. Mezi lípami se nachází výše uvedený litinový křížek. Stromy zapsány v databází AOPK 104083 (lípy malolisté, Tilia cordata). Další památná lípa se nachází rovněž v lokalitě Na Visalkách, ale severněji. Strom zapsán v databázi AOPK 104048 (lípa malolistá, Tilia cordata).

## Sbor dobrovolných hasičů
Sbor byl založen již roku 1893.
V současné době tvoří členskou základnu 88 členů. Sbor má kromě zásahové jednotky pro všechny části obce Bečváry i rozsáhlé ostatní činnosti. V obci pravidelně pořádá hasičské plesy, organizuje tradiční oslavu červenohradeckého posvícení, zabezpečuje sběr železného odpadu a stará se o místní víceúčelovou protipožární nádrž.
Soutěžní družstvo mužů i žen bojuje v požárním sportu o přední místa na okresní soutěži. Navíc se účastní i Kutnohorské hasičské ligy v požárním útoku, kterou muži jednou dokázali vyhrát a ženy obsadit stříbrnou pozici. V rámci této ligy je každoročně přiděleno Červenému Hrádku pořádání jedné ze soutěží.
Od roku 1985 je ve sboru kolektiv mladých hasičů. Tento kolektiv patří s družstvy mladších a starších žáků k předním v okresu a jednou dokázal postoupit do krajského kola hry Plamen. V rámci kolektivu mladých hasičů působí od roku 2004 i družstvo dorostenců.

## Fotogalerie

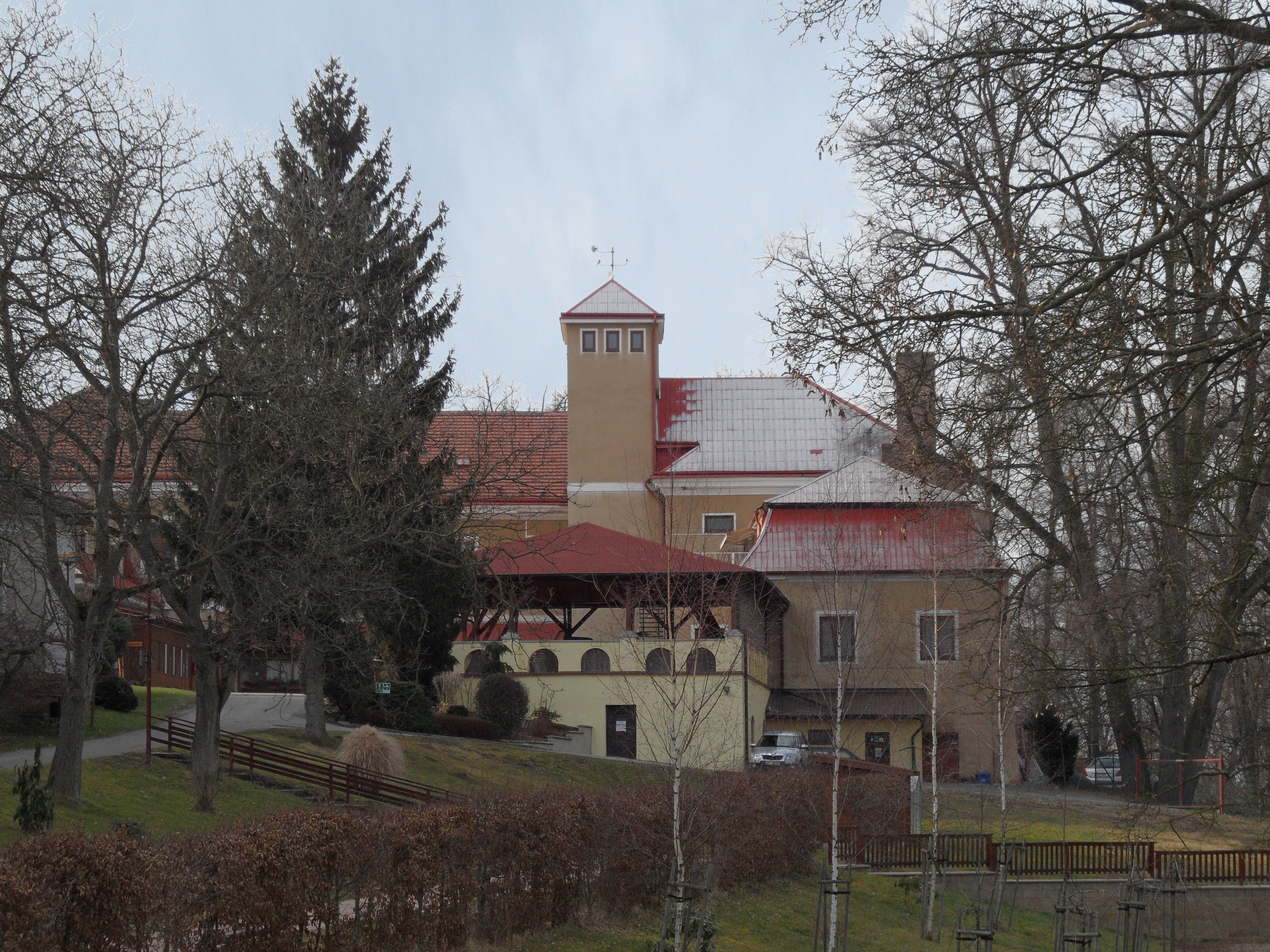
Zámek: celkový pohled (nyní Ústav sociální péče)
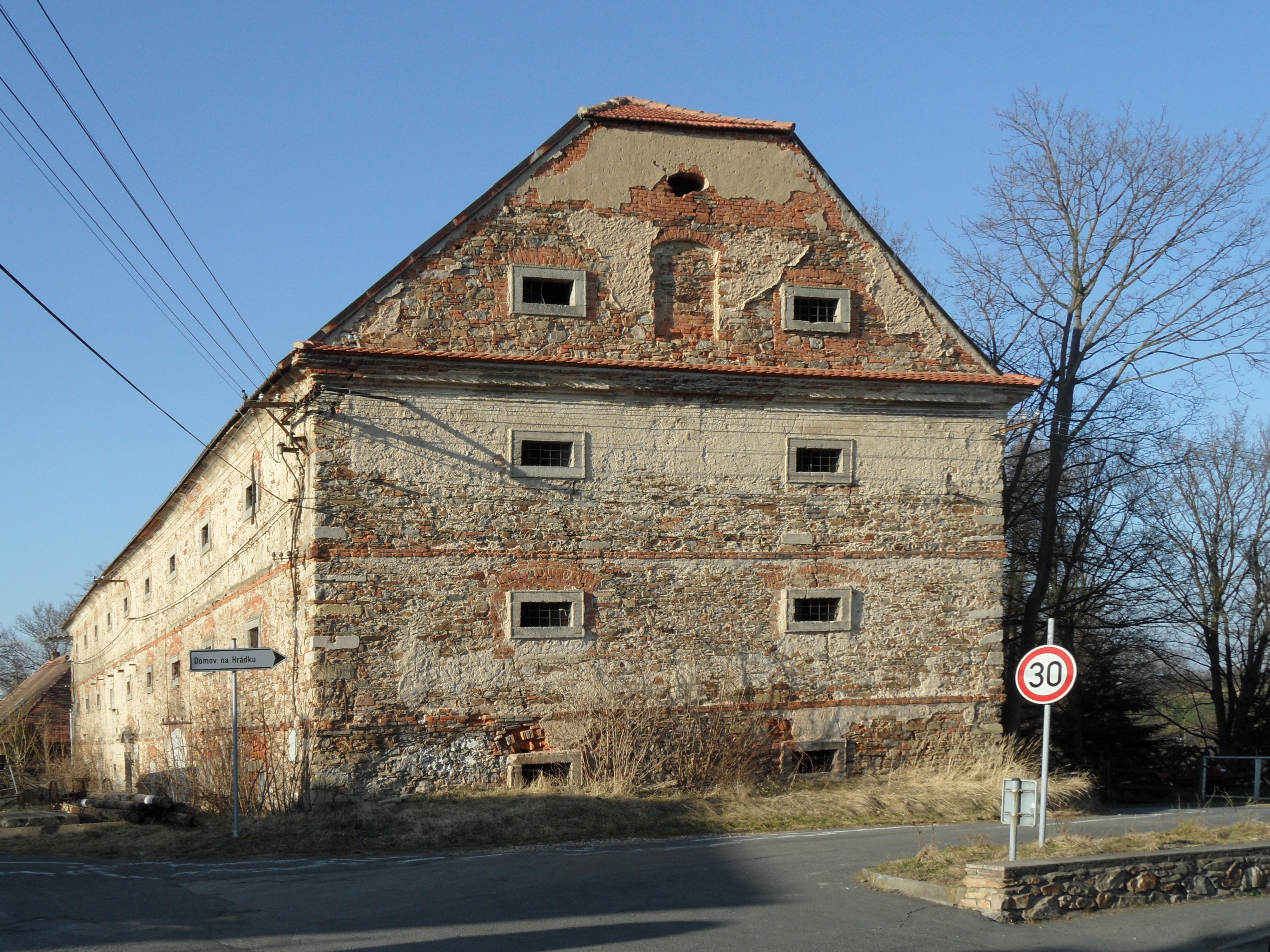
Barokní panská sýpka
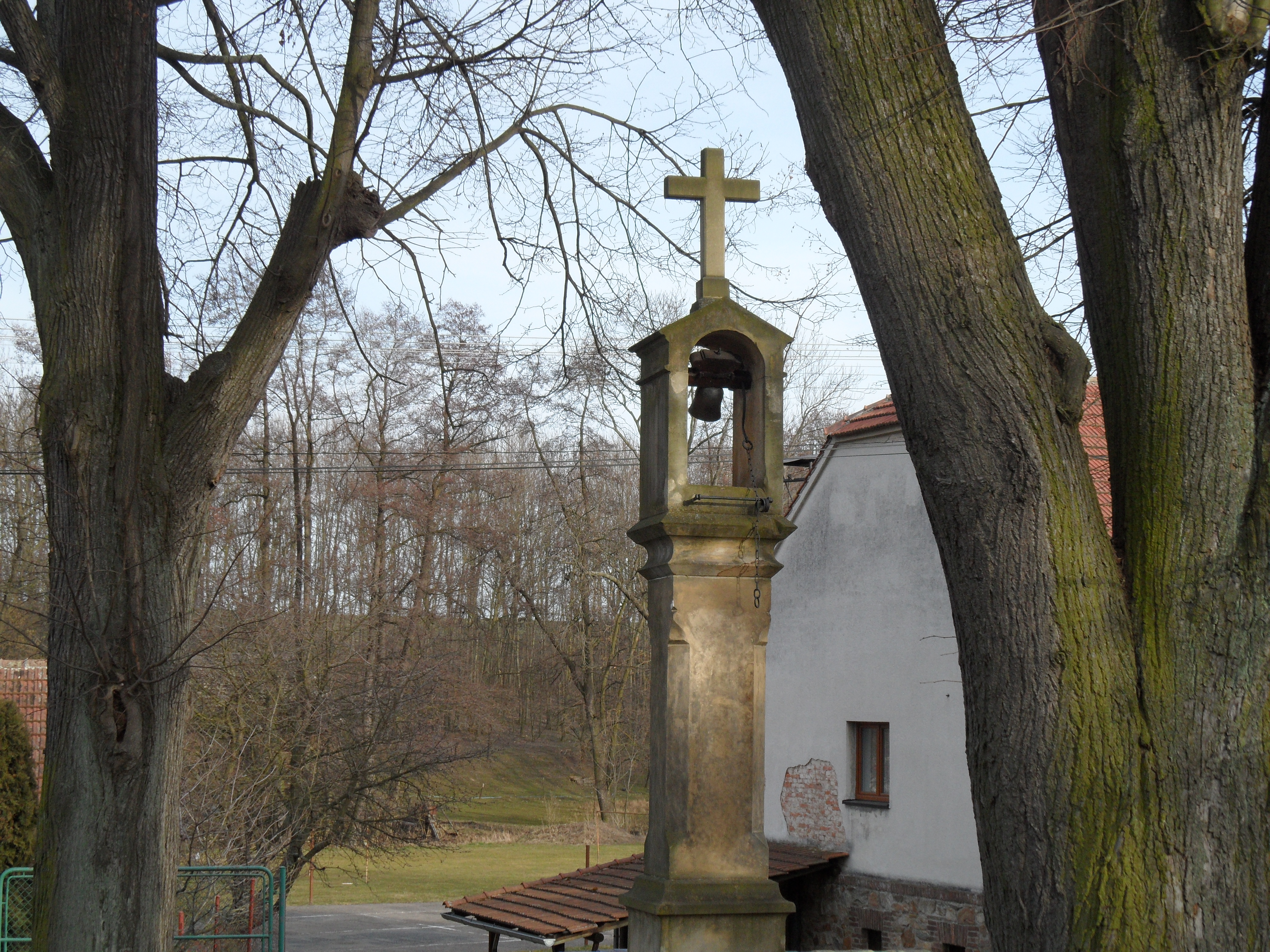
Zvonička v centru obce
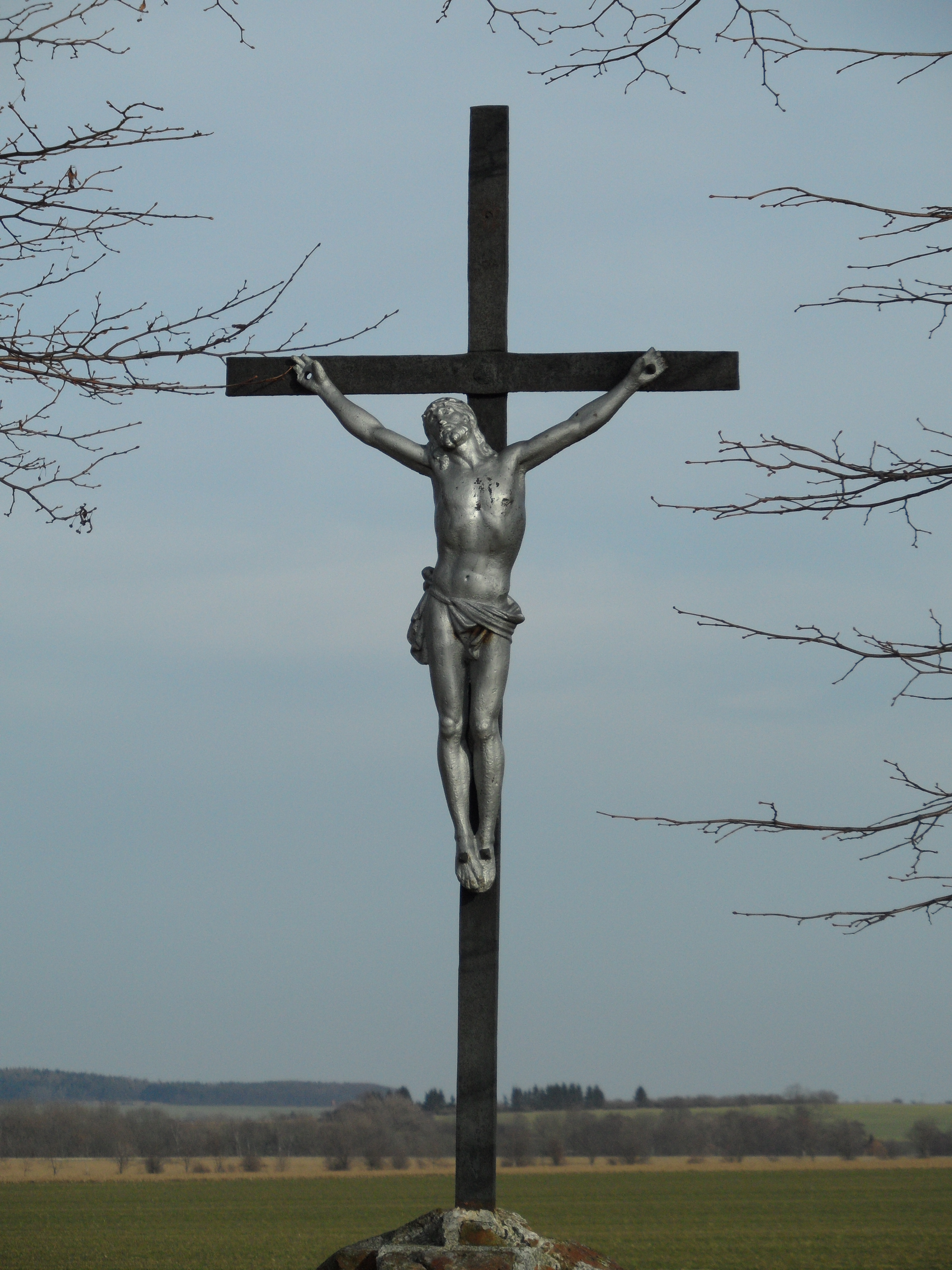
Litinový křížek (mezi památnými stromy)
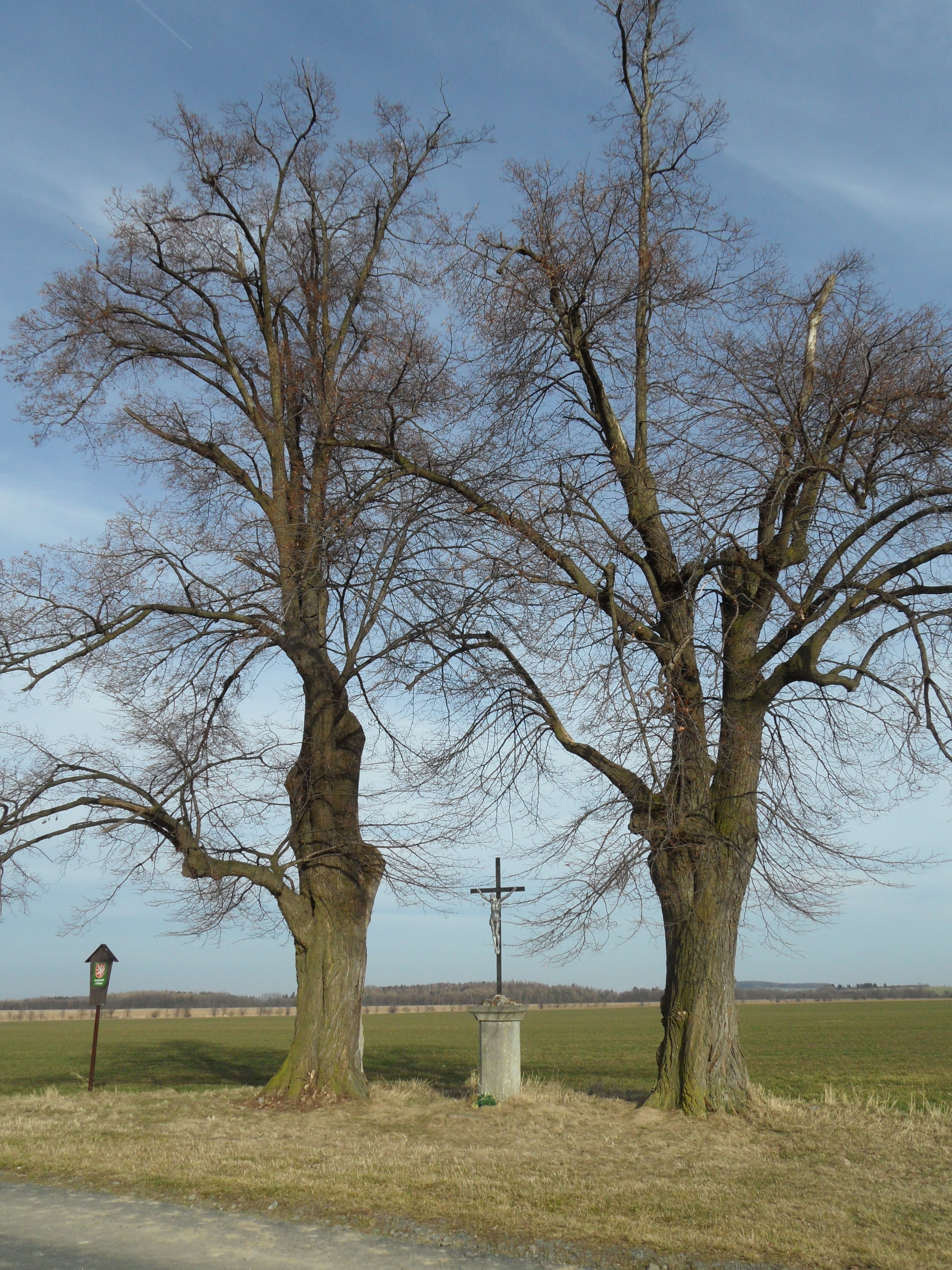
Památné lípy U křížku (Na Visalkách)
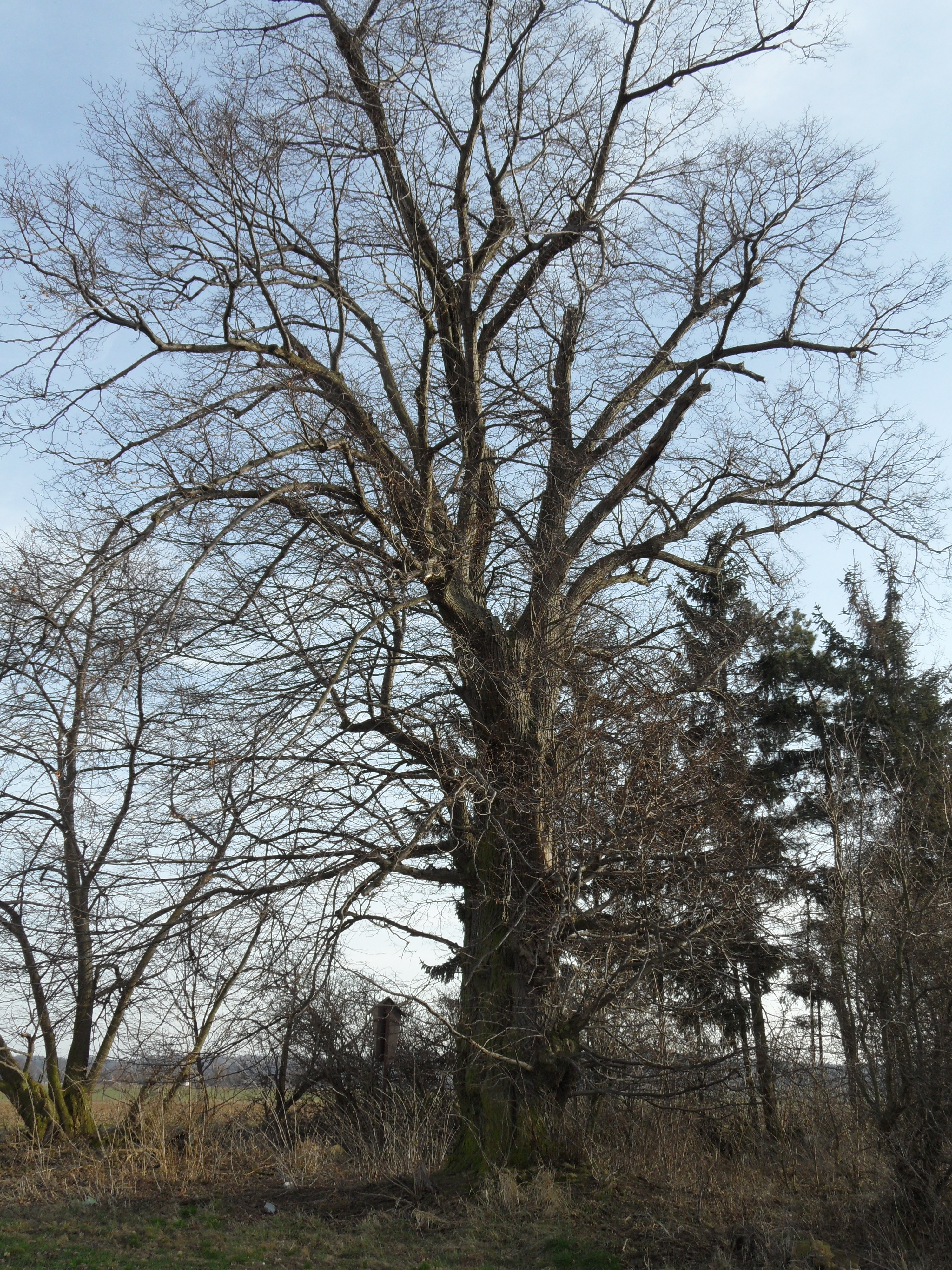
Samostatně stojící památná lípa (Na Visalkách)
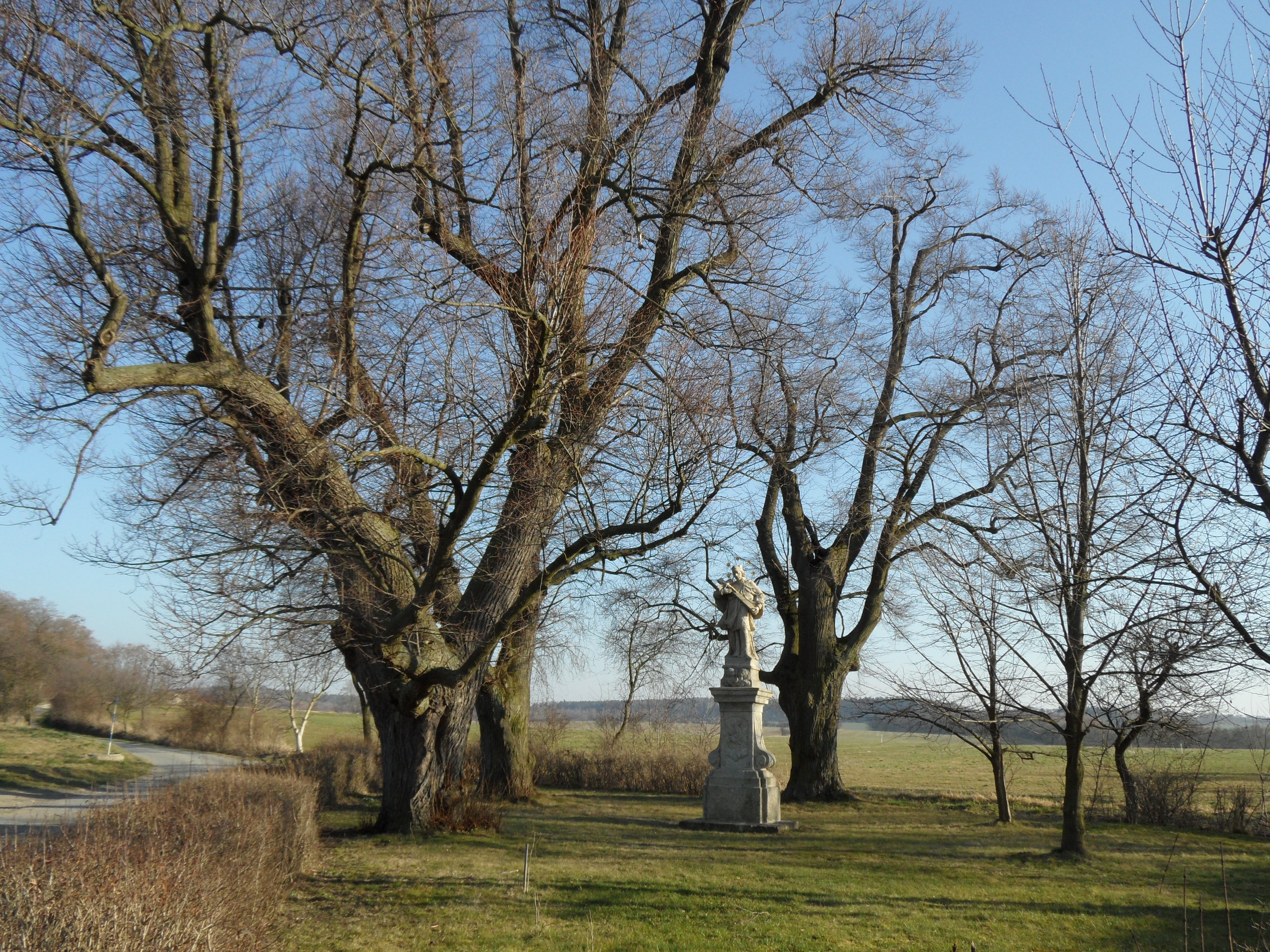
Socha sv. Jana Nepomuckého obklopená vzrostlými lípami
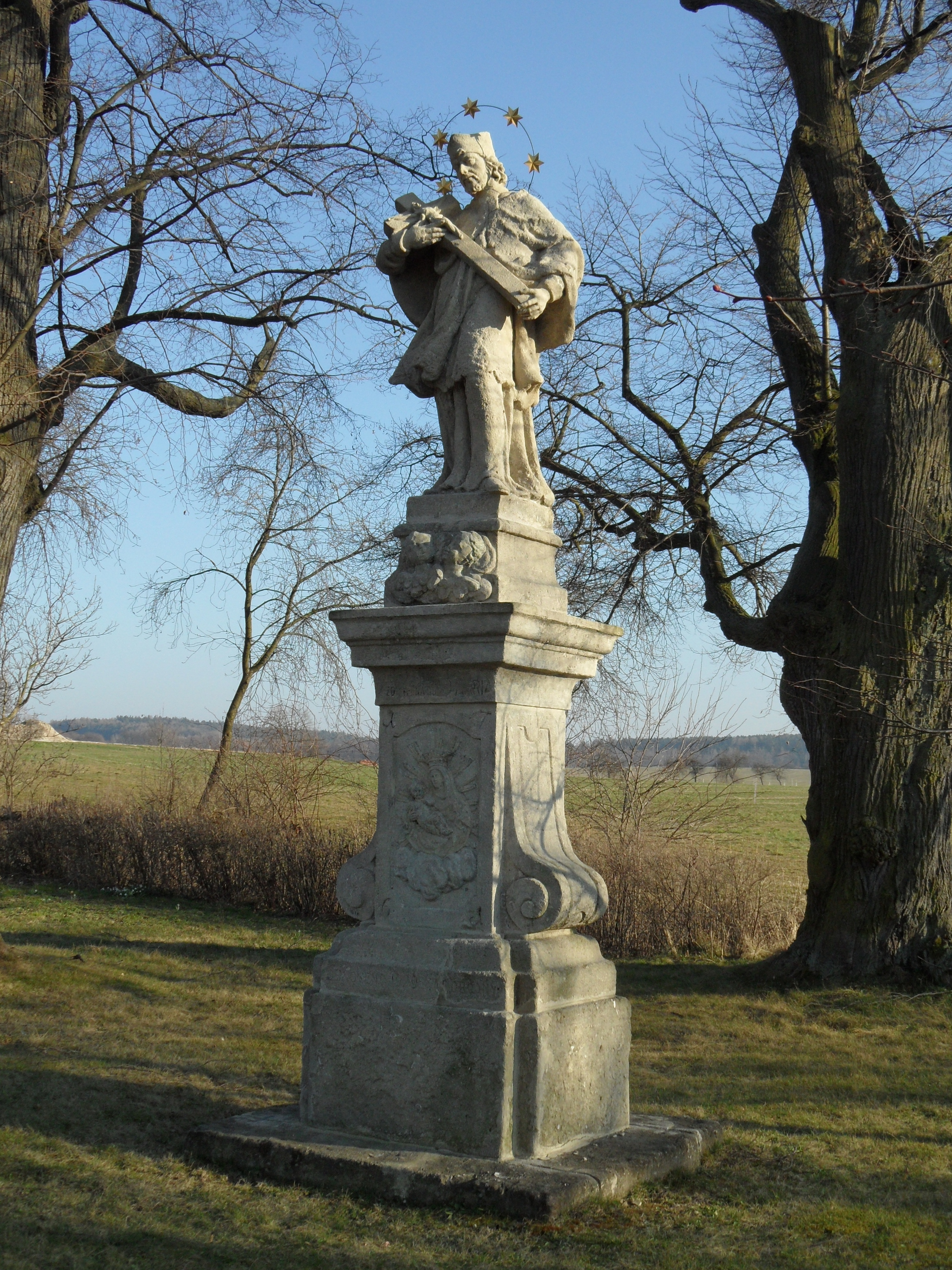
Socha sv. Jana Nepomuckého (kulturní památka)
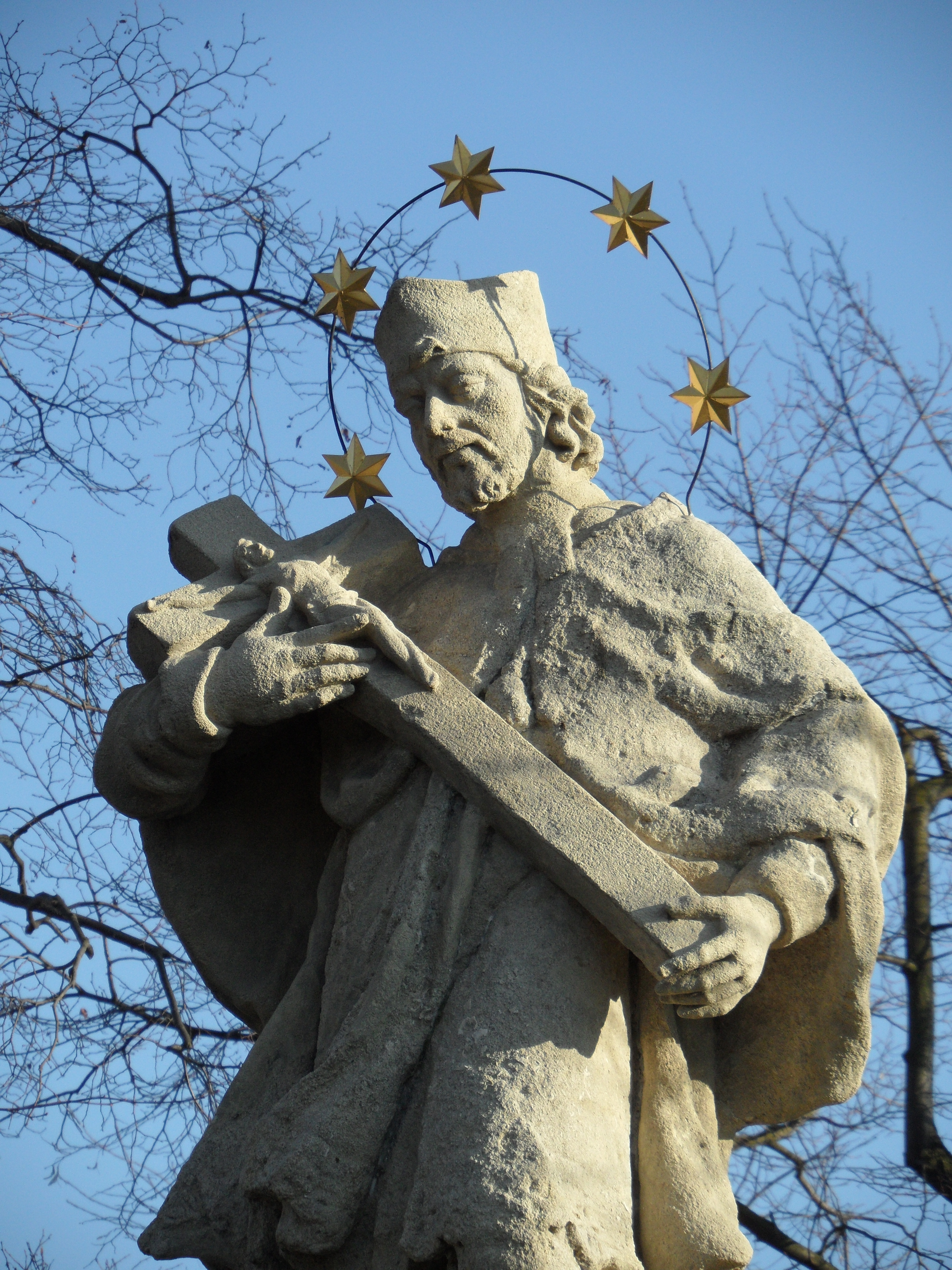
Socha sv. Jana Nepomuckého: detail (kulturní památka)
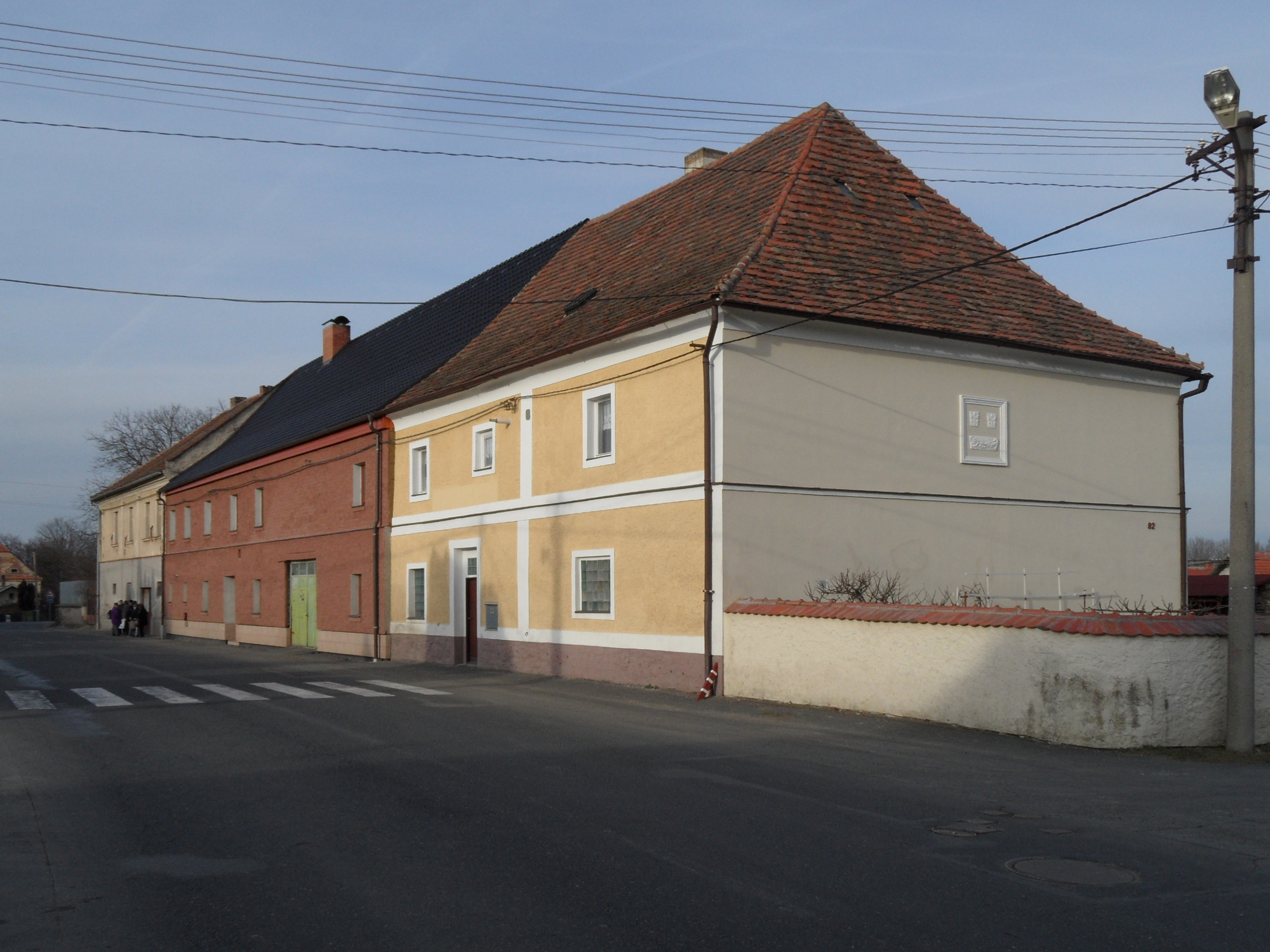
Domy u hlavní silnice